# Jashpur (Staat)
Jashpur war ein Fürstenstaat Britisch-Indiens am Rande des Chota-Nagpur-Plateaus im heutigen Bundesstaat Chhattisgarh. Seine Hauptstadt war der Ort Jashpurnagar.
Das Fürstentum der Chauhan-Rajputen war den Rajas von Surguja tributpflichtig, kam mit diesem Staat nach dem Ende der Marathenkriege unter die Hoheit der Britischen Ostindien-Kompanie und war 1818–1947 britisches Protektorat. Jashpur unterstand bis 1905 der Provinz Bengalen, dann den Central Provinces und hatte 1901 eine Fläche von 5084 km² und 132.000 Einwohner. 
Der Raja schloss sich im August 1947 der Eastern States Union an. Am 1. Januar 1948 wurde diese Union aufgelöst und Jashpur wurde Madhya Pradesh und damit Indien eingegliedert. Am 1. November 1956 wurden alle Fürstenstaaten aufgelöst. Seit dem 1. November 2000 gehört das Gebiet zum neu gebildeten Bundesstaat Chhattisgarh.